# 臺北飛行場

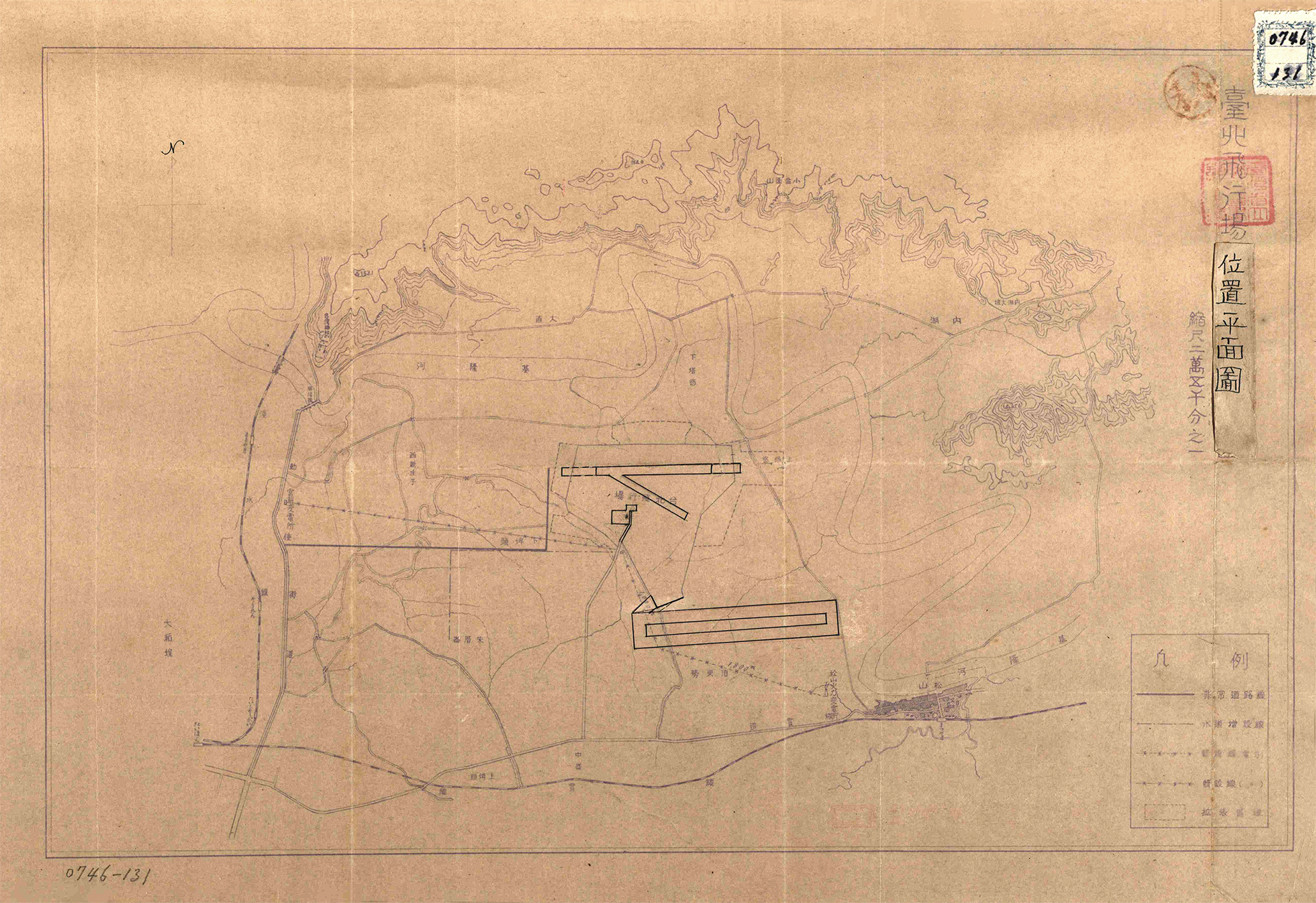
台北飛行場平面位置圖

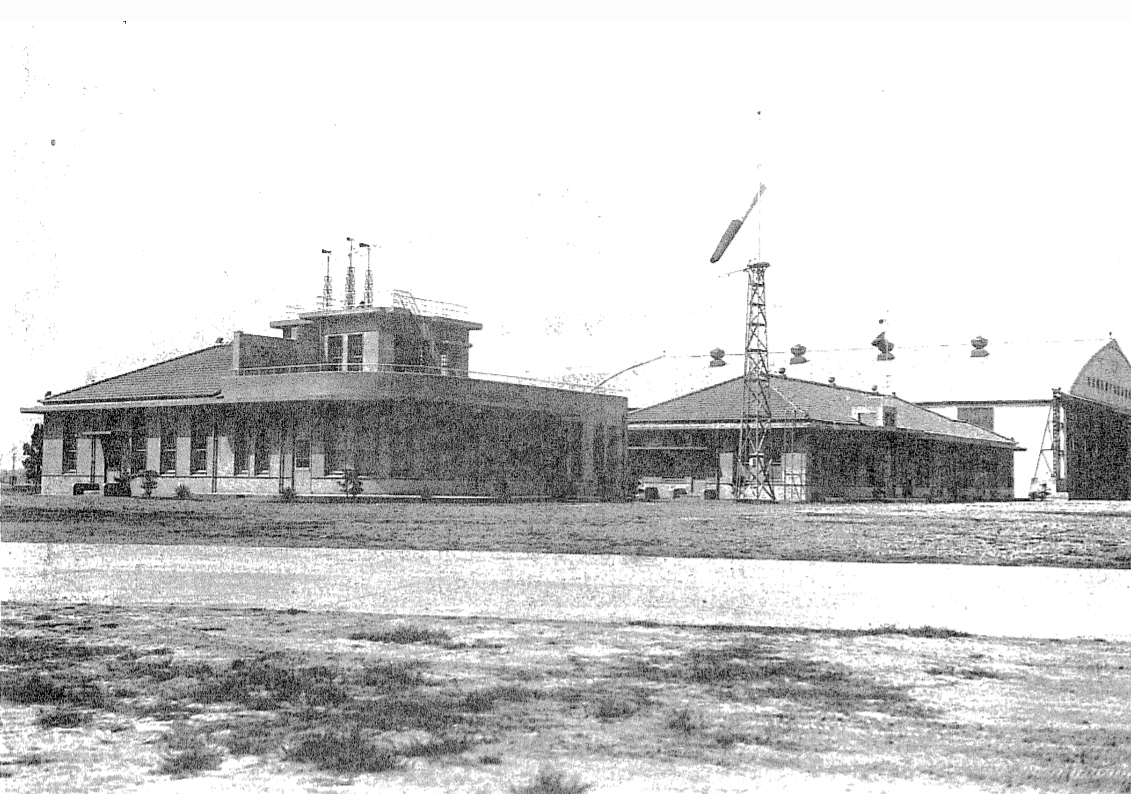
左：台北飛行場事務所。右：日本航空輸送會社事務所。

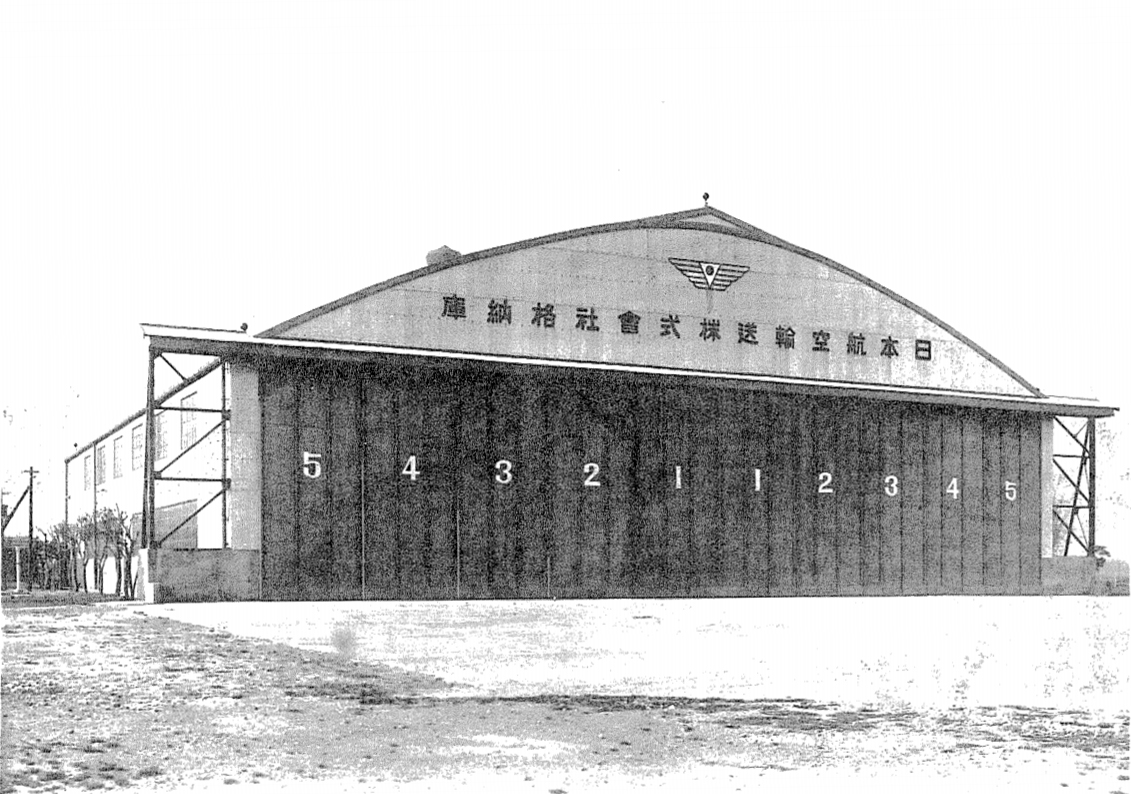
台北飛行場格納庫

臺北飛行場，為台北市松山機場的前身，1935年開始整地工程，1936年3月底完成第一期工程，開始啟用日台航線及島內循環航線的定期航班，為台灣的民航中樞，同時作為日本航空輸送株式會社和台灣國防義會航空部的基地。二戰末期，在臺北飛行場南側另興建了起降區（在延壽街與健康路之間），與北側既有的機場有兩條滑行道相連。

## 介紹

### 啟用初期
1935年，臺灣總督府就以告示第131號公告：位於松山的台北飛行場於9月25日設立。臺北飛行場位於台北市區東側的基隆河南側，因周邊地形，此地風向以東風為主。故設置一900公尺的東西向第一跑道，及西北—東南向的700公尺第二跑道（遲至1940年才完成），跑道整體呈現V字型。1936年3月24日，臺北飛行場竣工；3月30日台北飛行場舉行開場式，結果失事，造成一些記者與仕紳身亡。在機場啟用初期，由於臺灣煉瓦株式會社松山、圓山工場的煙囪高度過高，會影響飛機在台北飛行場的起降，於是後來將煙囪高度降低。1936年4月起，由日本航空輸送株式會社首開臺北經那霸前往福岡的定期國內航班，每週三次往返，之後又陸續開設臺北至曼谷等航班。1938年，日本政府合併日本航空輸送和國際航空，成為大日本航空株式會社。

### 戰時期間
1937年8月14日至16日，日本海軍駐臺北飛行場的鹿屋海軍航空隊派遣九六式陸上攻擊機前往華中地區實施跨海轟炸。1938年2月23日，蘇聯航空志願隊自漢口機場出發執行松山空襲，導致臺北飛行場癱瘓。此次空襲為台灣，也是日本的第一次的領土被轟炸事件。
在民用班機方面，根據德國航空公司漢莎航空之資料，1939年4月5月起，以 Junkers Ju 52/3m 機型班機，由柏林經曼谷、河內等地至臺北，再延伸至日本東京，並從1939年7月起，提供了當時由柏林至臺北及東京間五個中停點的定期航班，根據1941年之時刻表，大日本航空已開設臺北至河內、西貢、曼谷等國際航班。
1944年10月25日在總督府所建立的「神社新境地」即將完工前，預計將神社於舉行「鎮座祭」的同時遷座於「護國神社」旁。但在神社「遷座祭」來臨之前的10月25日，一架日本運輸機不幸失事，墜落在「台灣神宮新境地」附近。1945年8月15日日本戰敗投降後第三天(8月18日)再次發生空難，罹難者之一是印度獨立運動三雄之一的蘇巴斯·錢德拉·鮑斯，遺體在火化後運至日本，最後埋骨於東京杉並區的蓮光寺。

### 戰後
二次大戰結束後，台北飛行場更名為「臺北航空站」，改為軍民共用，在第一跑道北側另興建了一條更長的跑道，原本跑道即不再使用，也曾開設臺北至上海航班。中華民國政府在1949年遷移到臺灣後，松山機場也逐漸擴建，以應付逐漸成長的境內和境外航班。

## 設施
- 交通局台北飛行場事務所
- 日本航空運送株式會社臺北支所辦公室
- 機場跑道
- 格納庫（存放飛機的封閉建築）
- 航空氣象觀測站
- 高射炮
- 飛機掩體
- 探照燈

## 戰後發展
戰後，原第一、第二跑道仍位在松山機場基地內。而南側於後期興建的跑道則建立起空軍醫院及多個眷村，形成與周邊自成一格的景象，在行政區劃也專屬於龍田（松山區人口最多者）、自強里、鵬程里。
此地的眷村居民多為空軍眷屬，故取名為藍天、鵬程，部份眷村為婦聯會所興建，其由西至東分別為松山新村、空軍總醫院（1958年，今三總松山分院）、慈恩七村（1978年）、平安新村（1964年）、藍天二村（1977年）、藍天新村（1971年）、婦聯六村（1969年）、婦聯五村（1961年）、婦聯四村（1959年）、誠一新村（1962年）、撫遠新村（1959年）。除了較後期興建的藍天二村及慈恩七村，其餘均改建為國宅大樓及其他建築：松山新城、延壽國宅、平安新城、松山區健康公共住宅、西松高中。